# Caldwell Parish
Das Caldwell Parish (französisch Paroisse de Caldwell) ist ein Parish im US-amerikanischen Bundesstaat Louisiana. Im Jahr 2020 hatte das Parish 9.645 Einwohner und eine Bevölkerungsdichte von 7 Einwohner pro Quadratkilometer. Der Verwaltungssitz (Parish Seat) ist Columbia.

## Geografie

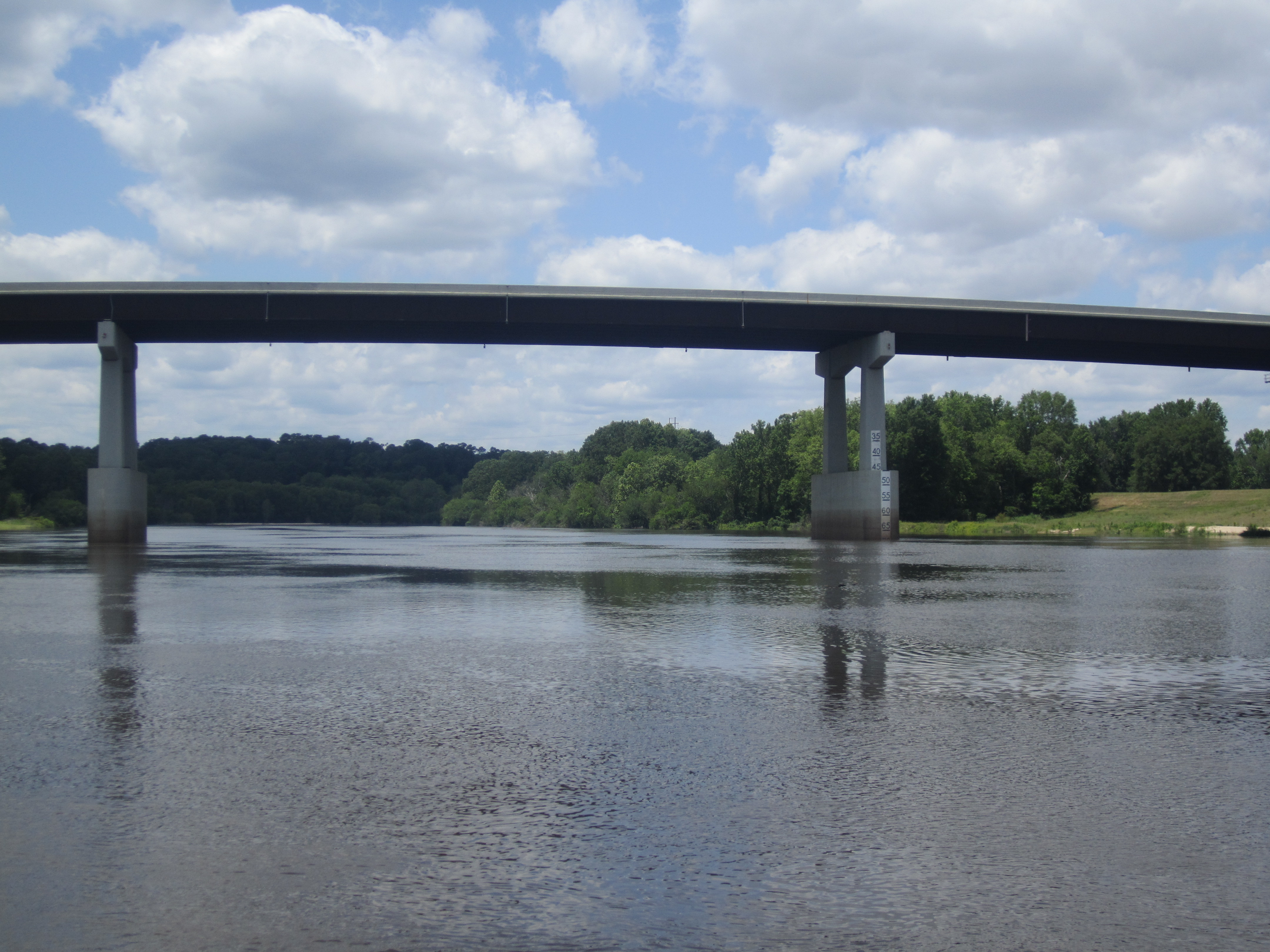
Die John J. McKeithen Bridge über den Ouachita River

Das Parish liegt im Norden Louisianas und wird von Nord nach Süd vom Ouachita River durchflossen. Nach Osten wird das Caldwell County vom Boeuf River begrenzt, der weiter südlich in den Ouachita River mündet.
Das Caldwell Parish ist im Norden von Arkansas und im Osten von Mississippi jeweils etwa 100 km entfernt. Es hat eine Fläche von 1400 Quadratkilometern, wovon 29 Quadratkilometer Wasserfläche sind.
An das Caldwell Parish grenzen folgende Nachbarparishes:
| Jackson Parish | Ouachita Parish | Richland Parish  |
|                |                 | Franklin Parish  |
| Winn Parish    | La Salle Parish | Catahoula Parish |

## Geschichte
Das Caldwell Parish wurde 1838 aus Teilen des Catahoula und des Ouachita Parish in seinen heutigen Grenzen gebildet. Benannt wurde es nach der hier ansässigen Plantagenbesitzerfamilie Caldwell.

## Bevölkerung
Nach der Volkszählung im Jahr 2010 lebten im Caldwell Parish 10.132 Menschen in 3834 Haushalten. Die Bevölkerungsdichte betrug 7,4 Einwohner pro Quadratkilometer. In den 3834 Haushalten lebten statistisch je 2,53 Personen.
Ethnisch betrachtet setzte sich die Bevölkerung zusammen aus 81,1 Prozent Weißen, 17,4 Prozent Afroamerikanern, 0,3 Prozent amerikanischen Ureinwohnern, 0,3 Prozent Asiaten sowie aus anderen ethnischen Gruppen; 1,0 Prozent stammten von zwei oder mehr Ethnien ab. Unabhängig von der ethnischen Zugehörigkeit waren 2,4 Prozent der Bevölkerung spanischer oder lateinamerikanischer Abstammung.
23,0 Prozent der Bevölkerung waren unter 18 Jahre alt, 61,5 Prozent waren zwischen 18 und 64 und 15,5 Prozent waren 65 Jahre oder älter. 48,6 Prozent der Bevölkerung war weiblich.
Das jährliche Durchschnittseinkommen eines Haushalts lag bei 38.606 USD. Das Pro-Kopf-Einkommen betrug 22.111 USD. 19,7 Prozent der Einwohner lebten unterhalb der Armutsgrenze.

## Ortschaften im Caldwell Parish
Town
- Columbia

Villages
- Clarks
- Grayson

Census-designated place (CDP)
- Banks Springs

Andere Unincorporated Communities
| - Bellview - Big Ridge - Brownville - Burroughs - Columbia Heights | - Copenhagen - Duty Ferry - Eastside - Hearn Island - Hebert | - Kelly - Longlake - Riverton - Vixen |

## Gliederung

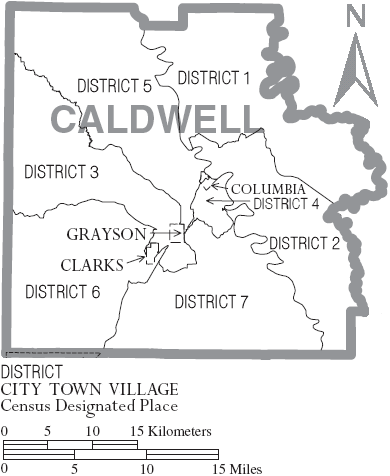
Gliederung des Caldwell Parish

Das Caldwell Parish ist in sieben durchnummerierte Distrikte eingeteilt:
| Distrikt | Einwohner (2010) | FIPS     |
| -------- | ---------------- | -------- |
| 1        | 1342             | 22-94030 |
| 2        | 1245             | 22-94228 |
| 3        | 1459             | 22-94408 |
| 4        | 1378             | 22-94591 |
| 5        | 1279             | 22-94789 |
| 6        | 1924             | 22-94957 |
| 7        | 1505             | 22-95116 |